# Tephromela austrolitoralis
Tephromela austrolitoralis är en lavart som först beskrevs av Alexander Zahlbruckner, och fick sitt nu gällande namn av Kalb & Elix. Tephromela austrolitoralis ingår i släktet Tephromela och familjen Mycoblastaceae.   Inga underarter finns listade i Catalogue of Life.